# Stevia pallida
Stevia pallida là một loài thực vật có hoa trong họ Cúc. Loài này được (Sch.Bip.) Hieron. miêu tả khoa học đầu tiên năm 1895.